# San Bernardo (kommun i Colombia, Cundinamarca)
San Bernardo är en kommun i Colombia.   Den ligger i departementet Cundinamarca, i den centrala delen av landet, 60 km sydväst om huvudstaden Bogotá. Antalet invånare är 10 334.